# (500230) 2012 JR2
(500230) 2012 JR2 es un asteroide perteneciente al cinturón de asteroides, descubierto el 28 de mayo de 2008 por el equipo del Mount Lemmon Survey desde el Observatorio del Monte Lemmon, Arizona, Estados Unidos.

## Designación y nombre
Designado provisionalmente como 2012 JR2.

## Características orbitales
2012 JR2 está situado a una distancia media del Sol de 2,537 ua, pudiendo alejarse hasta 2,658 ua y acercarse hasta 2,416 ua. Su excentricidad es 0,047 y la inclinación orbital 4,605 grados. Emplea 1476,51 días en completar una órbita alrededor del Sol.

## Características físicas
La magnitud absoluta de 2012 JR2 es 17,7.